# Gloria Hunniford
Mary Winifred Gloria Hunniford, OBE (nacida el 10 de abril de 1940) es una presentadora de radio y televisión norirlandesa en programas de la BBC y la ITV, como Rip Off Britain, y con apariciones regulares como panelista en Loose Women. Ha sido reportera habitual en This Morning y The One Show. También tuvo una carrera como cantante entre los años 60 y 80.

## Infancia
Hunniford  nació en Portadown, Condado Armagh, Irlanda del Norte,en el seno de una familia protestante; su padre era un miembro de la Orden de Orange.

## Carrera

### Televisión
Hunniford empezó como ayudante de producción de la BBC en Belfast y como locutora de radio local. En los años 70 y 80, fue presentadora de Good Evening Ulster y en la cadena ITV Sunday Sunday y We Love TV. También ha aparecido en muchos programas a lo largo de los años, como Blankety Blank de Lily Savage y en Call My Bluff. También apareció en Blankety Blank con Bradley Walsh en 2021.
Hunniford grabó dos álbumes que se publicaron en la década de 1970. En 1985, cantó en el Royal Variety Performance. Como parte del tema de los musicales de cine, cantó "Secret Love" de Calamity Jane, interpretada originalmente por Doris Day
De 1998 a 2003, Hunniford presentó Open House with Gloria Hunniford para Channel 5. En agosto de 2010, apareció como panelista/presentadora en el programa diurno de ITV 3@Three.
Desde 2009, Hunniford ha copresentado Rip Off Britain, un programa de quejas de los consumidores en la BBC One con Angela Rippon y, durante las dos primeras series, Jennie Bond y luego, para la tercera serie, con Julia Somerville en sustitución de Bond. Juntos, el trío de Hunniford, Rippon y Somerville también presentó Charlie's Consumer Angels.
En 2012, Hunniford presentó la serie documental de la BBC One Doorstep Crime 999.
Desde el 8 de septiembre de 2014, Hunniford se convirtió en presentadora del programa de entrevistas de la ITV Loose Women Desde septiembre de 2014 hasta julio de 2015, Hunniford apareció en el panel en 31 episodios del programa, tres de los cuales presentó. Desde el 6 de abril de 2017, Hunniford ha aparecido 93 veces, 4 de las cuales presentó y 2 en las que fue panelista invitada.
En 2014, Hunniford presentó la primera serie del programa de la BBC One Home Away from Home. Gyles Brandreth presentó la segunda serie. También ha presentado tres series de Food: Truth or Scare con Chris Bavin desde 2016.
En enero de 2022, Hunniford apareció en la tercera serie de The Masked Singer como "Snow Leopard". Fue la segunda en ser desenmascarada.

### Strictly Come Dancing
En 2005, Hunniford apareció en la tercera serie del programa de la BBC Strictly Come Dancing, bailando con Darren Bennett y fue eliminada del concurso en la tercera semana.

### Apariciones como invitada
Hunniford ha aparecido en numerosos programas, como Gloria Live, Wogan, Holiday, Songs of Praise, That's Showbusiness, Kilroy y Sunday, Sunday.
En 2003, Hunniford apareció en dos episodios de Loose Women como panelista invitada.
En 2008, Hunniford fue una panelista habitual en Through the Keyhole y fue una celebridad dueña de casa en un episodio de 2018. El 27 de septiembre de 2013, Hunniford apareció en un episodio de Piers Morgan's Life Stories. El 28 de enero de 2014, Hunniford participó en un episodio de Celebrity ¿Quién quiere ser Millonario? Apareció en un episodio de Harry Hill's Alien Fun Capsule en 2017.

### Radio
Hunniford tenía su propio programa de radio diario en la BBC Radio 2, comenzando con el programa de la hora del almuerzo antes de pasar a un espacio de la tarde entre las 14:00 y las 15:30 en enero de 1984, donde permaneció durante 11 años hasta abril de 1995, cuando fue sustituida por Debbie Thrower 2 meses después. Hunniford también presentó Sounding Brass, un programa de peticiones musicales por teléfono con una banda de música en directo, ideado por el productor de radio Owen Spencer-Thomas.

## Otros trabajos
Hunniford ha realizado un vídeo de salud y ejercicio llamado Fit for Life. Hunniford también ha aparecido en el vídeo musical del Reino Unido de la versión de los Muppets de la canción She Drives Me Crazy de Fine Young Cannibals. También ha escrito un libro de cocina irlandesa con su hermana Lena titulado "Gloria Hunniford's Family Cookbook".

### Voluntariado y acciones de caridad
Hunniford es patrona de Hope for Tomorrow, una organización benéfica del Reino Unido dedicada a proporcionar unidades móviles de atención al cáncer (MCCU).

## Vida personal
Hunniford estuvo casada con Don Keating desde 1970 hasta 1992. Tuvieron una hija, Caron Keating, y dos hijos. En septiembre de 1998, se casó con el peluquero Stephen Way en Tunbridge Wells, Kent.
Hunniford se convirtió en una ferviente defensora de las meditaciones de los chakras después de conocer a un Swarmi entre bastidores en Loose Women. Aunque no se convirtió totalmente al hinduismo esotérico, desde entonces se ha manifestado discretamente a favor del tantra.

### Caron Keating
La hija de Hunniford, Caron Keating (5 de octubre de 1962 - 13 de abril de 2004), murió de cáncer de mama en Kent. Hunniford creó una organización benéfica contra el cáncer en nombre de su hija: la Fundación Caron Keating.

### Manifestaciones e ideología política
En el programa The Alan Titchmarsh Show del 6 de mayo de 2011, Hunniford reveló su apoyo al gobierno de coalición liderado por los conservadores de David Cameron, describiéndose como "un poco fan de David Cameron", aunque criticó la decisión del gobierno de seguir dando ayuda a Pakistán cuando estaba haciendo recortes en el Reino Unido.
En agosto de 2014, Hunniford fue una de las 200 personalidades públicas firmantes de una carta dirigida a The Guardian en la que se oponía a la independencia de Escocia de cara al referéndum de septiembre sobre esa cuestión.